# Lasippa calliplocama
Lasippa calliplocama är en fjärilsart som beskrevs av Hans Fruhstorfer 1908. Lasippa calliplocama ingår i släktet Lasippa och familjen praktfjärilar. Inga underarter finns listade i Catalogue of Life.